# Giornata dell'Unità nazionale e delle Forze armate
La Giornata dell'Unità nazionale e delle Forze armate è una giornata celebrativa nazionale italiana.
Fu istituita per commemorare la vittoria italiana nella prima guerra mondiale con l'entrata in vigore dell'armistizio di Villa Giusti (firmato il 3 novembre 1918), che sancì la resa dell'Impero austro-ungarico all'Italia, evento bellico che permise all'Italia l'annessione delle terre irredente di Trento e Trieste. Per tale motivo, l'intervento italiano nella prima guerra mondiale è stato anche considerato il completamento del processo di unificazione risorgimentale come quarta guerra d'indipendenza italiana.

## Storia

### Primi anniversari
Il giorno 4 novembre 1919 fu dichiarato festivo come primo anniversario della fine della Prima guerra mondiale. In particolare a Milano, le manifestazioni di fascisti e arditi portarono a scontri con socialisti, contrari all'esaltazione della guerra.
(dall'edizione milanese dell'Avanti!, 5 novembre)

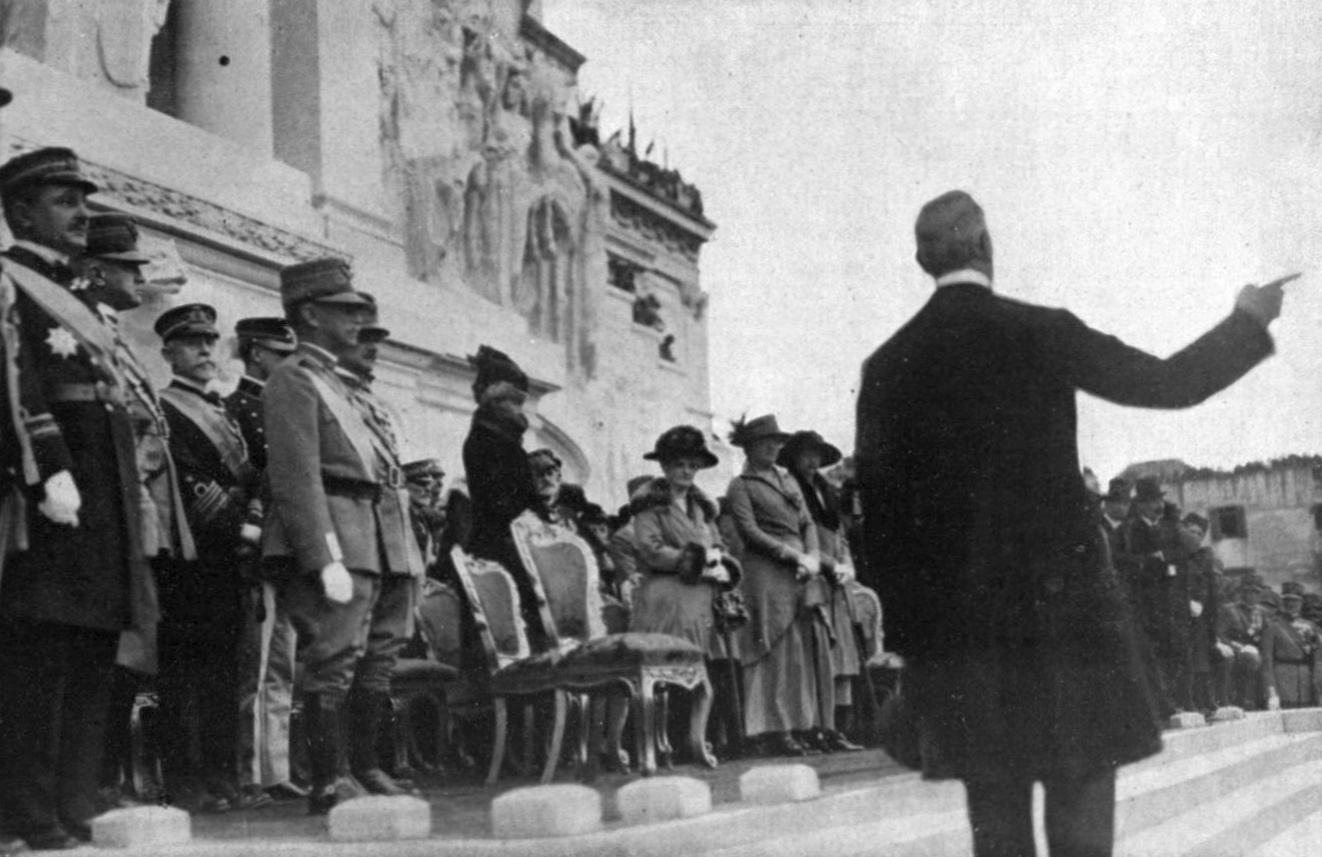
Celebrazione della Festa delle Bandiere il 4 novembre 1920

L'anno successivo il 4 novembre non fu dichiarato festivo, ma si svolse la «Festa delle Bandiere», che vide giungere a Roma la bandiera di tutte le unità delle forze armate in Italia o all'estero. In quel periodo però il clima politico era particolarmente teso per l'occupazione delle fabbriche e per le vittorie dei socialisti alle elezioni amministrative, con conseguenti violenze squadriste, come a San Giovanni Rotondo il 14 ottobre. Già l'arrivo della prima bandiera fu causa di violenze da parte dei partecipanti alla manifestazione, in particolare contro tramvieri ritenuti socialisti, con anche la distruzione di una vettura tramviaria.
Nel 1921, in occasione delle «onoranze al soldato ignoto» che si svolsero all'Altare della Patria, il 4 novembre fu nuovamente dichiarato festivo.

### L'istituzione dell'«anniversario della Vittoria»

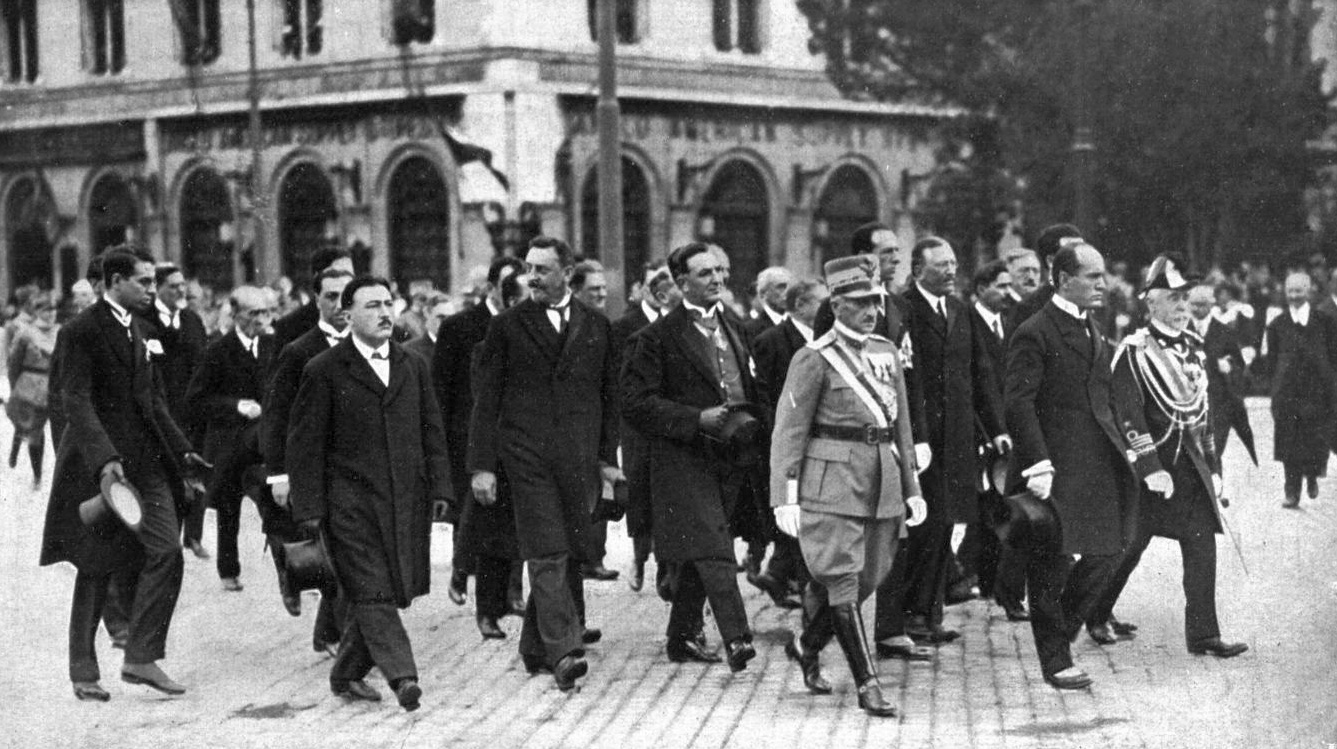
Benito Mussolini con i ministri verso l'Altare della Patria per le celebrazioni del 4 novembre 1922

A ottobre del 1922 il secondo governo Facta inserì stabilmente il 4 novembre tra le festività come «anniversario della nostra vittoria», già prima della marcia su Roma. Il fascismo si propose «come unico erede dell'esperienza vittoriosa e impose il ricordo dei caduti nella prospettiva di una pedagogia politica dell'obbedienza e del sacrificio».
Tra novembre e dicembre del 1922 alle scolaresche venne ordinata l'istituzione di strade o parchi delle Rimembranze in ogni comune («per ogni caduto dovrà essere piantato un albero») e vennero fornite indicazioni per la loro creazione. A dicembre 1923 venne inoltre stabilita la «costituzione di una guardia d'onore in ogni comune ove esistano pubblici monumenti, parchi o viali della Rimembranza in omaggio al caduti della guerra nazionale», precisando che tale guardia d'onore «farà servizio d'onore presso i luoghi sacri alla ricordanza dei caduti nei giorni anniversari dello Statuto, della dichiarazione di guerra, della Vittoria e della marcia su Roma». Contemporaneamente, con la riorganizzazione delle festività, furono indicate come festività nazionali solo la prima domenica di giugno («Celebrazione dell'Unità d'Italia e dello Statuto») e il 4 novembre («Anniversario della Vittoria»). Proseguendo nell'equiparazione tra la Prima guerra mondiale e il fascismo, nel 1926 i viali e i parchi dedicati «ai caduti nella guerra 1915-1918 e alle vittime fasciste» furono dichiarati monumenti pubblici.
Per gli anni 1927 e 1929 fu stabilito di spostare le celebrazioni del 28 ottobre (anniversario della marcia su Roma) e del 4 novembre rispettivamente all'ultima domenica di ottobre e alla prima domenica di novembre, «per evitare che i molti giorni di feste civili e religiose portino un'interruzione troppo lunga dell'attività della nazione». Successivamente nel 1941 venne stabilita la sospensione della celebrazione delle festività nazionali e delle solennità civili per la durata della guerra.

### Il passaggio a «giorno dell'Unità nazionale»
Fu il secondo governo Bonomi a ripristinare temporaneamente alcune festività, compreso il 4 novembre sempre come «anniversario della Vittoria»; anche con la riorganizzazione delle festività nel 1946 venne confermata come «anniversario della Vittoria della guerra 1915-18», mentre nel 1949 divenne «giorno dell'Unità nazionale», con riferimento all'acquisizione dei territori al termine della Prima guerra mondiale.

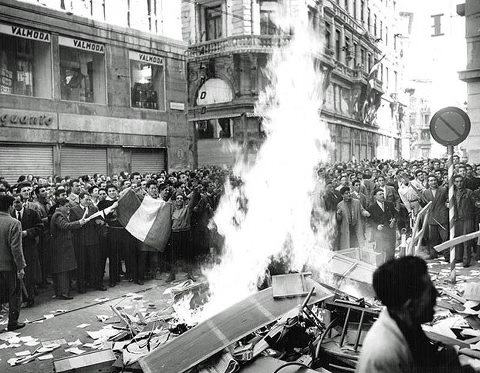
La rivolta di Trieste nel 1953

All'inizio di novembre del 1953, in particolare in concomitanza con le celebrazioni del giorno 4, si ebbero moti di rivolta a Trieste, che vennero duramente repressi dal "nucleo mobile" antisommossa della Polizia Civile alle dipendenze del Governo Militare Alleato, la forza di amministrazione militare alleata angloamericana; morirono sei persone.
Tra gli anni sessanta e settanta, in particolare durante la stagione dei movimenti giovanili del Sessantotto, le celebrazioni vennero contestate, spesso attraverso la distribuzione di volantini o l'affissione di manifesti polemici nei confronti delle Forze armate. Ad esempio il 4 novembre 1965 i radicali Andrea e Lorenzo Strik Lievers distribuirono manifestini per il riconoscimento dell'obiezione di coscienza, considerati «sobillatori», e nel 1966 furono arrestati; furono poi assolti, anche in appello, dall'accusa di aver istigato i militari a disobbedire alle leggi perché il fatto non costituiva reato. Successivamente due sacerdoti di Pinerolo furono accusati di vilipendio delle Forze armate per aver esposto un manifesto antimilitarista il 4 novembre 1971; il processo vide la testimonianza anche di storici, tra i quali Giorgio Rochat, e i sacerdoti furono assolti nel dicembre 1974. Inoltre il 17 gennaio 1975 Pietro Pinna, segretario del Movimento nonviolento, fu arrestato per un'affissione effettuata il 4 novembre 1972 («Non festa ma lutto»); era stato condannato per vilipendio alle Forze armate e fu scarcerato il 15 febbraio 1975 in seguito a un decreto presidenziale di grazia.
Nel 1977, con le disposizioni per aumentare il numero di giorni lavorativi, il 4 novembre smise di essere giorno festivo e le celebrazioni furono spostate alla prima domenica di novembre. Nel corso degli anni Ottanta e Novanta la sua importanza nel novero delle feste nazionali è andata declinando.
(Sergio Romano, 2007)
Nel 2018, in concomitanza con il centenario della fine della Prima guerra mondiale, il 4 novembre cadde di domenica.

### Il cambio di denominazione nel 2024
Dal 1949 al 2023, rispetto alla denominazione ufficiale di «giorno dell'Unità nazionale», le celebrazioni erano indicate tradizionalmente anche come «giornata delle Forze Armate», come appare dai messaggi inviati dal presidente Luigi Einaudi e dal ministro della difesa Randolfo Pacciardi per l'anniversario nel 1949 e nel 1950.
(Luigi Einaudi, 1950)
Nel 2022 il presidente Sergio Mattarella indicò la necessità di formalizzare la denominazione completa.
(Sergio Mattarella, 4 novembre 2022)
Con l'approvazione della legge 1º marzo 2024, n.27 la denominazione è stata effettivamente modificata in Giornata dell'Unità nazionale e delle Forze armate, precisando però che non è ripristinata come festività nazionale. Infatti, già nel 2023 la proposta di legge venne modificata per evitare aumenti di spesa.

## Celebrazioni

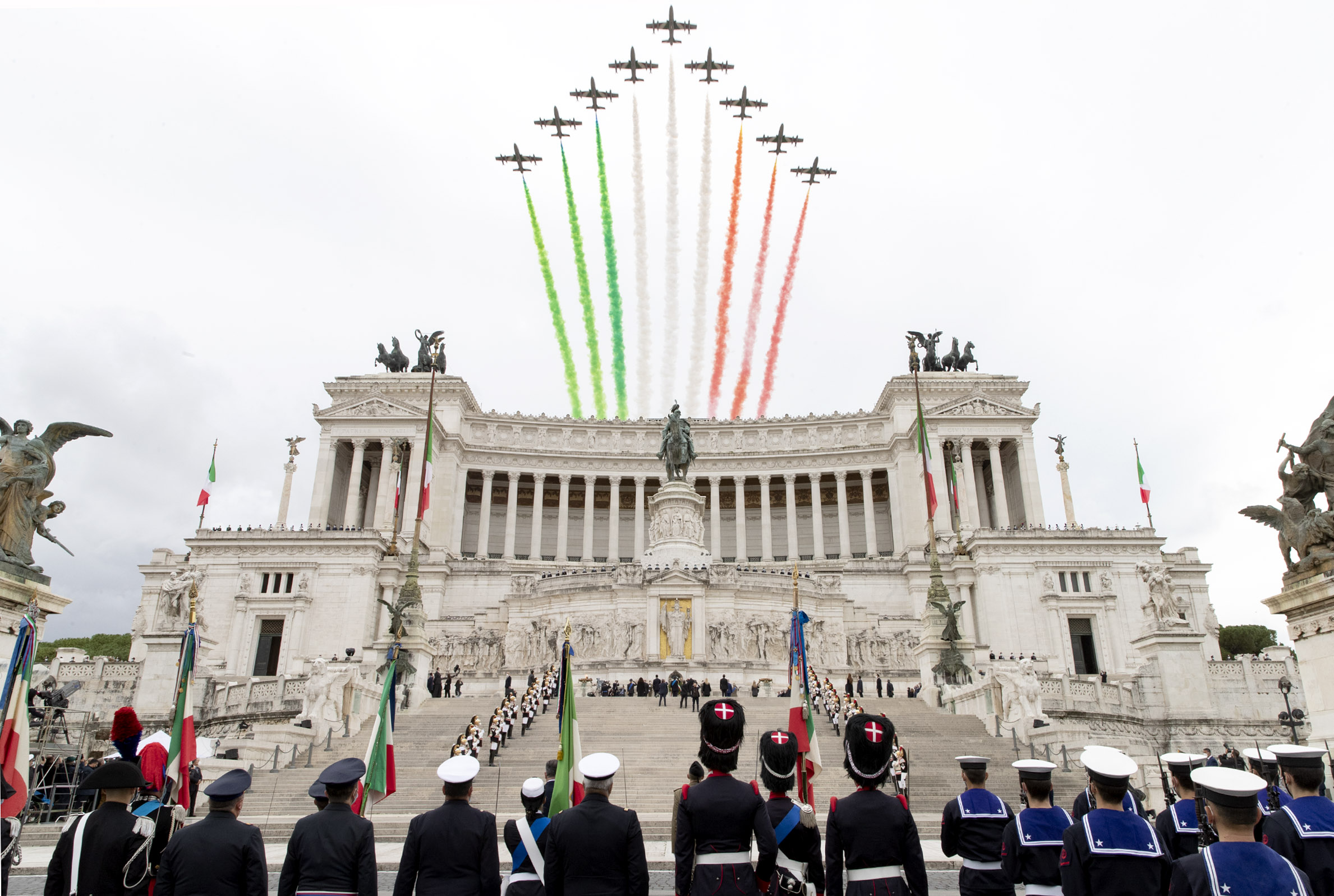
Passaggio delle Frecce Tricolori al Vittoriano il 4 novembre 2021

In occasione delle celebrazioni il presidente della Repubblica rende omaggio al Milite Ignoto con la deposizione di una corona di alloro all'Altare della Patria al Vittoriano. Inoltre alte cariche dello Stato si recano in visita ai luoghi legati alla Prima guerra mondiale.
Durante la giornata la bandiera italiana e la bandiera europea vengono esposte sugli edifici sede di uffici pubblici e istituzioni.
Il Ministero della cultura ha stabilito l'apertura gratuita dei musei e dei parchi archeologici statali in occasione della festività nel 2023 e nel 2024.